# Lager Bähr
Das  Lager Bähr, auch bezeichnet als Arbeitslager Kassel-Bettenhausen (Henschel-Werke), war ein von der Organisation Todt in Bettenhausen (Kassel) vom September 1944 bis Kriegsende betriebenes Zwangsarbeitslager. Die zwischen 1000 und 3000 Häftlinge, sowohl Männer als auch Frauen, waren mehrheitlich sogenannte Ostarbeiter oder Jüdische Mischlinge. Letztere waren im Sonderkommando J zusammengefasst. Sie waren in einer ehemaligen Werkhalle (100 × 30 m Grundfläche) auf dem Gelände der Textilfirma Salzmann & Comp., Sandershäuser Str. 34, in prekären sanitären und hygienischen Verhältnissen untergebracht und wurden zum Bunker- und Stollenbau wie auch zu Aufräumarbeiten nach Luftangriffen eingesetzt.
Bereits vor dem September 1944 waren in dieser Werkhalle Zwangsarbeiterinnen aus Polen und der Sowjetunion untergebracht, die in der Fabrik Salzmann & Co. arbeiten mussten. Im Herbst 1944 wurden „jüdische Mischlinge“ und „jüdisch Versippte“  aus anderen Teilen Deutschlands hierher transportiert. In der „September-Aktion“ 1944 waren in Städten des Rheinlands Mischlinge systematisch verhaftet worden, die vom Sammellager Köln-Müngersdorf aus als „Sonderdienstverpflichte“ verteilt wurden, meist in das Lenner Lager bei Hannover oder nach Kassel-Bettenhausen.